# Martin Lundström
Bo Hilding Martin Lundström (født 30. maj 1918, død 30. juni 2016) var en svensk langrendsløber, der vandt medaljer ved to olympiske vinterlege.
Martin Lundström begyndte at stå på ski som barn, og i 1941 vandt han sin første seniorkonkurrence. I 1943 fik han sit gennembrud i en holdkonkurrence, hvor havde hurtigste tid foran blandt andet holdkammeraten Nils Karlsson ("Mora-Nisse"). 
Ved vinter-OL 1948 fik han sit internationale gennembrud, da han vandt han guld i 18 km langrend med et halvt minuts forspring til landsmanden Nils Östensson på andenpladsen. Han løb desuden fjerdeturen for svenskerne, der vandt guld i 4×10 km stafet i suveræn stil, næsten ni minutter foran de finske sølvmedaljevindere. Lunström havde langsomste tid af svenskerne, men han tog sig undervejs tid til give sine ski ny voks på.
I 1950 var han med til at vinde VM-guld i 4×10 km stafet.
Ved vinter-OL 1952 deltog han kun i 4×10 km stafet, hvor han var med til at hente bronze til Sverige, denne gang som bedste svensker på sin fjerdetur.
I sit store år, 1948, vandt Lundström også 18 km-løbet på Holmenkollen. I de følgende år skruede han ned for karrieren på grund af et skrøbeligt helbred, men ikke desto mindre hørte han til den svenske elite helt frem til 1957. I perioden 1941–1957 deltog han i 260 løb og vandt omtrent en tredjedel heraf. Blandt andet vandt han seks svenske mesterskaber, deraf tre individuelt.
Han fortsatte dog længe med at stå på ski, blandt andet ved veteran-VM, hvor han i perioden 198–2001 vandt 33 guldmedaljer (27 individuelle), den sidste som 80-årig i 1999.
I sin erhvervskarriere arbejdede Lindström først inden for skovbrug. Efter afslutningen af elitesportskarrieren havde han eget firma, "Martins vapen och sport" 1962–1983, og han var formand i IFK Umeå 1959–1976. Desuden var han aktiv i lokalpolitik i Umeå.